# Сочету
Сочету (рум. Socetu) — село у повіті Телеорман в Румунії. Входить до складу комуни Стежару.
Село розташоване на відстані 102 км на захід від Бухареста, 46 км на північний захід від Александрії, 83 км на схід від Крайови.

## Населення
За даними перепису населення 2002 року у селі проживали 1024 особи, усі — румуни. Усі жителі села рідною мовою назвали румунську.